# Scotodrymadusa persica
Scotodrymadusa persica är en insektsart som först beskrevs av Lucien Chopard 1921.  Scotodrymadusa persica ingår i släktet Scotodrymadusa och familjen vårtbitare. Inga underarter finns listade i Catalogue of Life.